# Zachariasz I
Zachariasz I –‬‭ król Makurii w Nubii w latach 710 – ok. 722.
Był synem i następcą Merkuriosa. Wzmianka o nim znajduje się w Historii Patriarchów Aleksandrii Sewera ibn al-Mukaffy (ostatnie badania odrzuciły pogląd o jego autorstwie). Jego następcą był wyznaczony przez niego Szymon.